# Артемьев, Николай Михайлович
Никола́й Миха́йлович Арте́мьев (2 января 1921 — 28 августа 1990) — участник Великой Отечественной войны, стрелок 479-го стрелкового полка 149-й стрелковой дивизии 65-й армии Центрального фронта, красноармеец.
Герой Советского Союза (30.10.1943), подполковник в запасе с 1962 года.

## Биография
Родился 2 января 1921 года в деревне Угол ныне Вожегодского района Вологодской области в крестьянской семье. Русский. Окончил Новожиловскую неполную среднюю школу, затем ФЗУ в городе Няндома. Работал в течение двух лет техником в паровозном депо станции «Вожега».
В Красной армии с 1940 года. В действующей армии с июня 1941 года. Член ВКП(б) с 1944 года.
Начало Великой Отечественной войны застало Николая Артемьева в городе Брянске, где он проходил действительную военную службу в железнодорожных войсках. В боях осенью 1941 года часть, в которой он служил, попала в окружение, но сумела из него вырваться. В 1942 году Н. М. Артемьев сражался в Сталинграде, на Мамаевом кургане, где получил тяжёлое ранение и контузию. После излечения — принимал активное участие в Орловско-Курской битве.
Стрелок 479-го стрелкового полка (149-я стрелковая дивизия, 65-я армия, Центральный фронт) красноармеец Николай Артемьев особо отличился при форсировании реки Днепр.
16 октября 1943 года в районе посёлка городского типа Лоев Лоевского района Гомельской области Белоруссии красноармеец Артемьев Н. М. с группой бойцов переправился на правый берег Днепра, закрепился на нём и прикрывал огнём переправу своих подразделений.
Указом Президиума Верховного Совета СССР от 30 октября 1943 года за образцовое выполнение боевых заданий командования на фронте борьбы с немецко-фашистскими захватчиками и проявленные при этом мужество и героизм красноармейцу Артемьеву Николаю Михайловичу присвоено звание Героя Советского Союза с вручением ордена Ленина и медали «Золотая Звезда» (№ 1594).
После битвы на Днепре были бои в Польше и Германии. Николю Артемьеву не довелось дойти до столицы гитлеровской Германии Берлина несколько километров. 18 февраля 1945 года на реке Одер он был тяжело ранен: прострелено легкое, перебиты три ребра. Пришлось перенести две сложнейшие операции.
День Победы, 9 мая 1945 года, застал Героя Советского Союза Артемьева в госпитале на Украине. После войны он служил в Германии, в Ленинградском военном округе и в частности — в Смольнинском районном военном комиссариате города Ленинграда, где занимался вопросами подготовки юношей к службе в рядах Вооружённых Сил СССР. В 1946 году он окончил курсы усовершенствования офицерского состава. С 1962 года подполковник Артемьев Н. М. — в запасе. Жил в городе Пушкин. Умер 28 августа 1990 года.

## Награды
- Медаль «Золотая Звезда» Героя Советского Союза (30.10.1943, № 1594)
- Орден Ленина (30.10.1943)
- Два ордена Отечественной войны I степени (20.08.1944; 6.04.1985)
- Орден Красной Звезды (18.10.1943)
- Медали, в том числе:
  - Медаль «За победу над Германией в Великой Отечественной войне 1941—1945 гг.»
  - Юбилейная медаль «Двадцать лет Победы в Великой Отечественной войне 1941—1945 гг.»
  - Юбилейная медаль «Тридцать лет Победы в Великой Отечественной войне 1941—1945 гг.»
  - Юбилейная медаль «Сорок лет Победы в Великой Отечественной войне 1941—1945 гг.»

## Память
- Похоронен на Казанском кладбище города Пушкин (в составе города Санкт-Петербург).